# Club Deportivo Marathón
O Club Deportivo Marathón ou como é mais conhecido, Marathón, é um clube de futebol de Honduras fundado em 1925 com sede em San Pedro Sula.

## Títulos

### Nacionais
- Liga Nacional de Fútbol de Honduras: 8 vezes (1979/80, 1985/86, 2001/02 (Clausura), 2002/03 (Clausura), 2004/05 (Apertura), 2007/08 (Apertura), 2008/09 (Apertura), 2009/10 (Apertura)).
- Vice-Campeonato da Liga Nacional de Fútbol de Honduras: 11 vezes (1966/67, 1967/68, 1973/74, 1980/81, 1987/88, 2001/02 (Apertura), 2003/04 (Clausura), 2004/05 (Clausura), 2005/06 (Apertura), 2006/07 (Clausura) e 2007/08 (Clausura).
- Copa de Honduras: 1 vez (1994/95).
- Vice-Campeonato da Copa de Honduras: 1 vez (1972/73).

### Campanhas de destaque
- 3º Lugar na Recopa da CONCACAF: 1 vez (1995)